# Dipsea Race

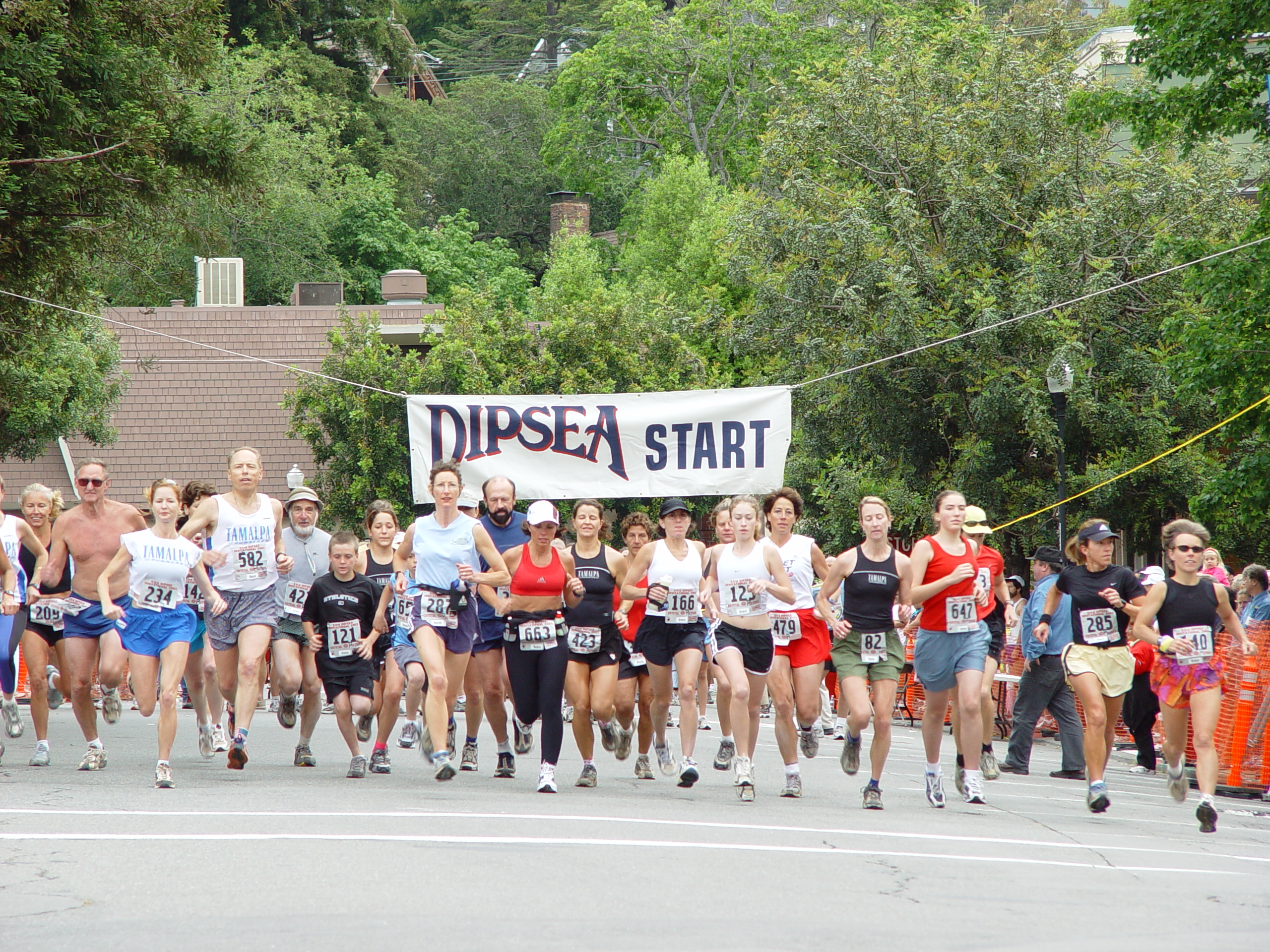
Groupe au départ, en 2003

La Dipsea Race est la plus ancienne course à pied en pleine nature des États-Unis, et l'une des plus anciennes courses du pays. Elle est organisée annuellement depuis 1905 sur une distance de 7,5 miles (12 kilomètres), au départ de Mill Valley et pour arrivée Stinson Beach, en Californie.